# 1180 км
1180 км — железнодорожная станция в Ленском районе Архангельской области. Входит в состав Урдомского городского поселения.

## География
Находится в юго-восточной части Архангельской области на расстоянии приблизительно 24 км на юго-запад по прямой от административного центра поселения поселка Урдома у железнодорожной линии Котлас-Воркута на левом берегу реки Верхняя Лыпья.

## История
Населенный пункт вырос при остановке на железнодорожной линии. Здесь были дома для рабочих бригады путейцев-ремонтников, отмечалось 23 хозяйства (1974 год), 20 (1985), 20 (1996).

## Население
Численность населения: 56 человек (1974 год), 39 (1985), 27 (1996), 20 (русские 85 %) в 2002 году, 9 в 2010.